# Bart Solaro

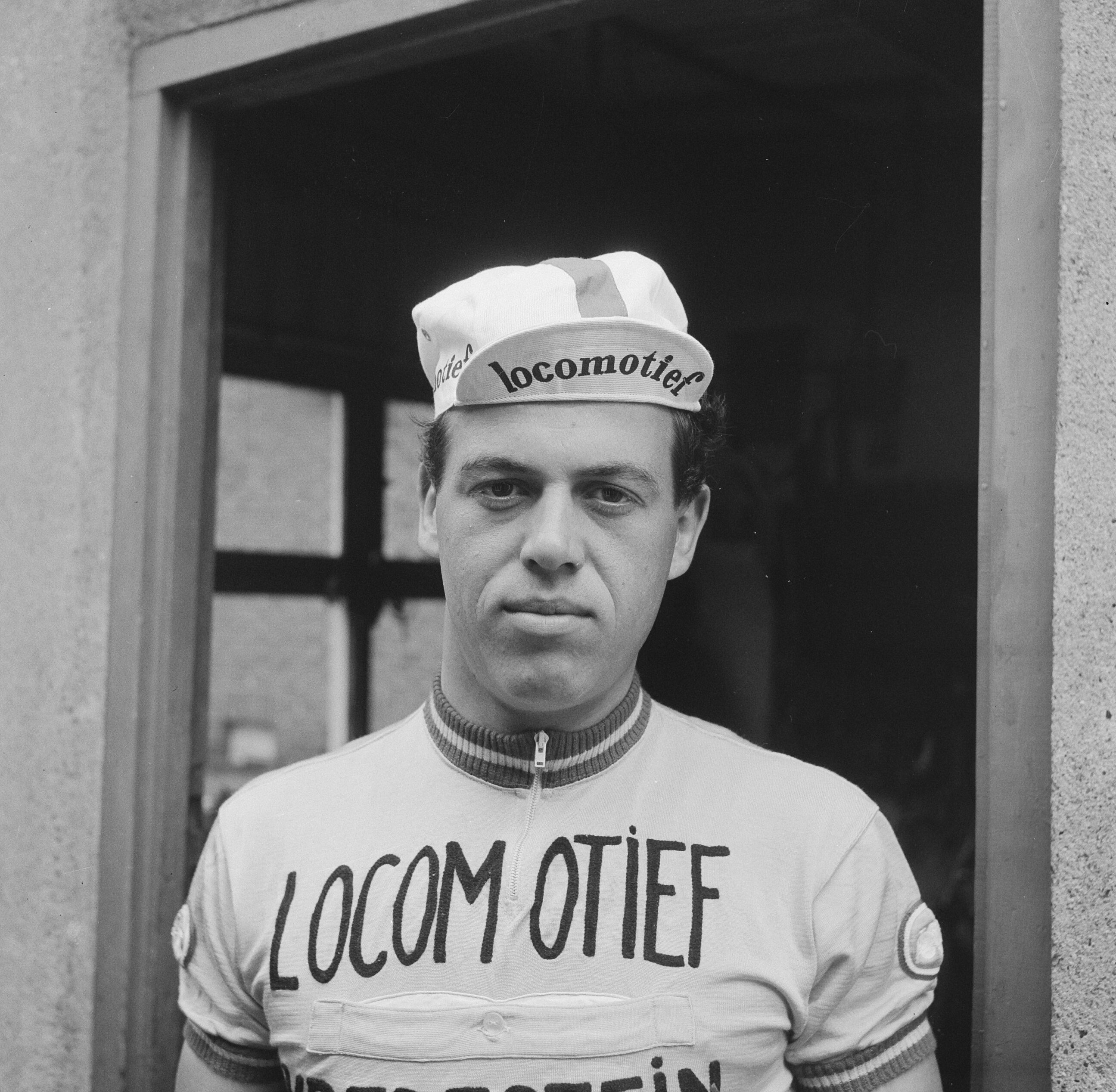
Bart Solaro (1963)

Bart Solaro (* 17. April 1939 in ’s-Hertogenbosch; † 11. November 2015 ebenda) war ein niederländischer Radrennfahrer.

## Sportliche Laufbahn
Als Amateur gewann er 1961 die Ronde van Midden-Zeeland vor Dick Groeneweg. Er belegte in der Österreich-Rundfahrt den 7. Platz und gewann eine Etappe. Die Ronde van Drenthe konnte er 1962 für sich entscheiden. Er wurde Dritter im Rennen Rund in Berlin, das von Rudolf Hauser gewonnen wurde. 1967 gewann er eine Etappe der Olympia’s Tour und 1968 die Ronde van Zuid-Holland vor Jan Krekels. 1969 siegte er in der Ronde van Overijssel und wurde Dritter der Algerien-Rundfahrt hinter dem Sieger Gösta Pettersson. 1963 bis 1965 startete er als Unabhängiger mit einem Vertrag im Radsportteam Caballero. 1964 schied er in der Vuelta a España aus.